# Le Pin-au-Haras
Le Pin-au-Haras è un comune francese di 354 abitanti situato nel dipartimento dell'Orne nella regione della Normandia.

## Società

### Evoluzione demografica
Abitanti censiti

## Luoghi di interesse

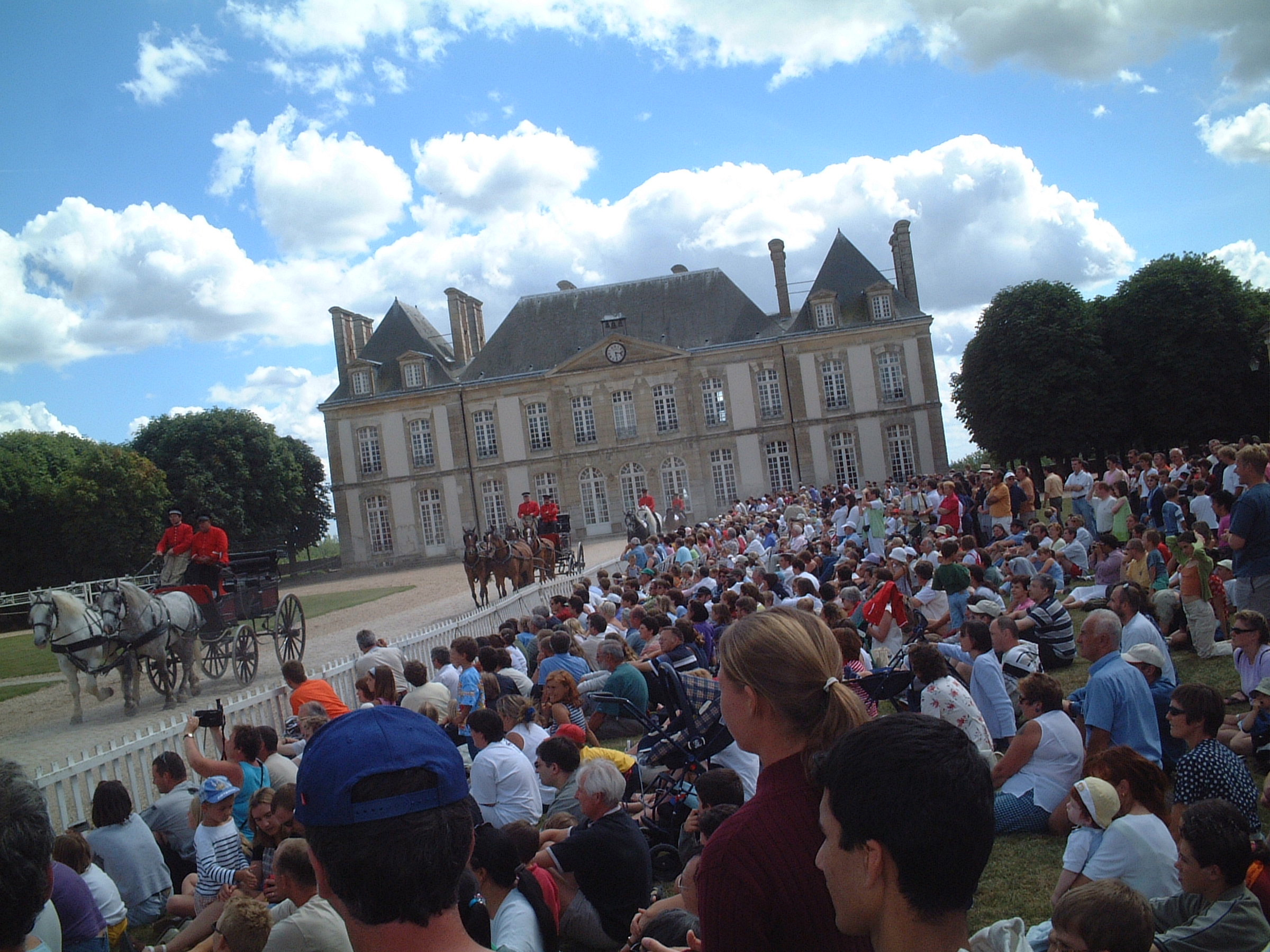
Sfilata di cavalli davanti al castello di Le Pin-au-Haras

Come indica il suo nome, il comune ospita dall'inizio del XVIII secolo, il celebre "Haras du Pin", noto come Versailles del cavallo. Infatti è il più bello ed antico Haras National. 

È di proprietà dello Stato e offre il servizio dei suoi riproduttori equini per il miglioramento dell'attività ippica francese. Oggi, l'insieme di tutta la struttura, è considerata un monumento nazionale.